# 矢土勝之
矢土 勝之（やづち / やつち かずゆき、1849年3月30日（嘉永2年3月7日）- 1920年（大正9年）11月28日）は、明治から大正期の漢詩人・官僚・政治家。衆議院議員。字・実夫、号・錦山。

## 経歴
伊勢国飯野郡阿波曽村（三重県飯野郡射和村大字阿波曽、飯南郡射和村を経て現松阪市阿波曽町）で生まれる。土井聱牙に師事し漢学を修めた。
太政官に出仕。東京で岩倉具視、伊藤博文の知遇を得た。1898年（明治31年）3月、第5回衆議院議員総選挙（三重県第4区、自由党）で当選した。1902年（明治35年）8月の第7回総選挙（三重県郡部、立憲政友会）では落選し、衆議院議員に1期在任した。
森春濤の高弟で、その子森槐南らと交友した。伊藤博文没後は故郷に隠棲し、1920年11月、尿毒症併発により山田赤十字病院で死去した。

## 著作
- 過元旻 編、矢土勝之 点『二十二史言行略 第3・4冊』鳳文館、1885年。